# 美國基督教女青年會
美国基督教女青年会（Young Women's Christian Association，YWCA USA）是美國一个非营利组织，該組織目標是消除种族主义、爭取妇女權利、促进和平、正义、自由和維護所有人的尊严。它是美國历史最悠久、规模最大的多元文化组织之一，1858年於美國紐約成立。